# Periscyphis somaliensis
Periscyphis somaliensis is een pissebed uit de familie Eubelidae. De wetenschappelijke naam van de soort is voor het eerst geldig gepubliceerd in 1973 door Ferrara.